# Internetový standard
Internetový standard je v oblasti síťového inženýrství normou výrobního postupu Internetu. Internetové standardy jsou vytvářeny a publikovány Komisí pro technickou stránku internetu (IETF).
Internetový standard je nejprve publikován jako Internet draft (do češtiny přeložitelné jako internetový koncept). Následně se může stát dokumentem RFC (z anglického request for comments; do češtiny možné přeložit jako žádost o komentáře) a následně se může stát internetovým standardem.
Internetový standard je charakterizován technickou vyspělostí a užitečností. ITEF také definuje Proposed standards (do češtiny přeložitelné jako navrhované standardy) jako méně vyspělé, ale stabilní a dobře zkontrolované specifikace. ITEF také v minulosti definovala Draft standard (do češtiny možné přeložit jako koncept standardu) jako třetí, ještě méně vyspělé specifikace. Předběžné koncepty přestaly být vydávány v roce 2011.

## Přehled
Internetový standard je dokument RFC nebo sada více dokumentů RFC. Dokumenty RFC, které se stanou internetovým standardem anebo částí standardu začínají jako předběžný koncept a později, obvykle po několika revizích jsou schváleny jako RFC a označeny jako navrhovaný standard. Ještě později je RFC označeno jako internetový standard a je mu přiděleno další identifikační číslo začínající STD. Toto označení nastává v okamžiku, kdy stupeň vyspělosti dosáhl přijatelné úrovně. Dohromady jsou tyto kroky známé jako Standard Track a jsou definovány v RFC 2026 a RFC 6410.

## Navrhovaný standard
Navrhované standardy jsou stabilní, prošly významnou kontrolou ze strany komunity a je u nich pravděpodobné, že budou komunitu zajímat i nadále a stanou se cennými. Obvykle není vyžadovaná žádná implementace k tomu, aby se nějaké technické řešení mohlo stát navrhovaným standardem.
Navrhované standardy jsou dostatečné kvality, aby mohly být implementace na nich založené používané na internetu, avšak, jako všechny ostatní technické specifikace mohou být i navrhované standardy po čase revidované, pokud bylo nalezeno lepší řešení.

## Internetový standard
Internetový standard je charakterizován vysokým stupněm technické vyspělosti a vírou, že specifikovaný protokol anebo služba může poskytnout významný benefit lidem užívající Internet. Obvykle internetové standardy zahrnují interoperabilitu systémů fungujících v síti Internet pomocí definování protokolů, formátu zpráv, schémat a jazyků. Nejzákladnější součástí internetových standardů jsou ty, které definují internetový protokol (zkratka IP).
Internetový standard zajišťuje, že hardware a software vyrobený různými výrobci mohou fungovat dohromady. Obyčejně se standard, který se využívá v datové komunikaci nazývá protokol.
Všechny internetové standardy mají číslo v sérii STD. Série byla poprvé popsána v jejím prvním dokumentu, STD 1 (RFC 5000). Způsob popsaný v tomto dokumentu se využíval až do roku 2013, ale tato praxe přestala být používána od vydání RFC 7100.
Dokumenty, které jsou podané ke schválení k IETF a schváleny jako RFC nejsou revidovány. Pokud je třeba změnit nějaký dokument, je opět předložen ke schválení a je mu přiřazeno nové RFC číslo. Jakmile se RFC stane internetovým standardem, získává STD číslo, avšak RFC číslo mu zůstává. Pokud je internetový standard aktualizován, jeho číslo se nezmění, ale ukazuje na jiné RFC anebo na jinou skupinu těchto dokumentů. Například, v roce 2007 byl dokument RFC 3700 internetovým standardem (STD 1) a v květnu 2008 byl nahrazen dokumentem RFC 5000. Dokument RFC 3700 získává status historický a RFC 5000 se stává STD 1.